# Citânia de Sanfins
Citânia de Sanfins è un sito archeologico che si trova nel nord del Portogallo, a circa cinque chilometri a nord di Paços de Ferreira, e a 30 km a nordest di Porto e si estende per circa 15 ettari. Si tratta di un insediamento abitativo risalente alla Castrocultura, che fu ristrutturato dai romani e utilizzato fino al medioevo, cosicché poco materiale edilizio originario del periodo pre-romano è giunto fino a noi.

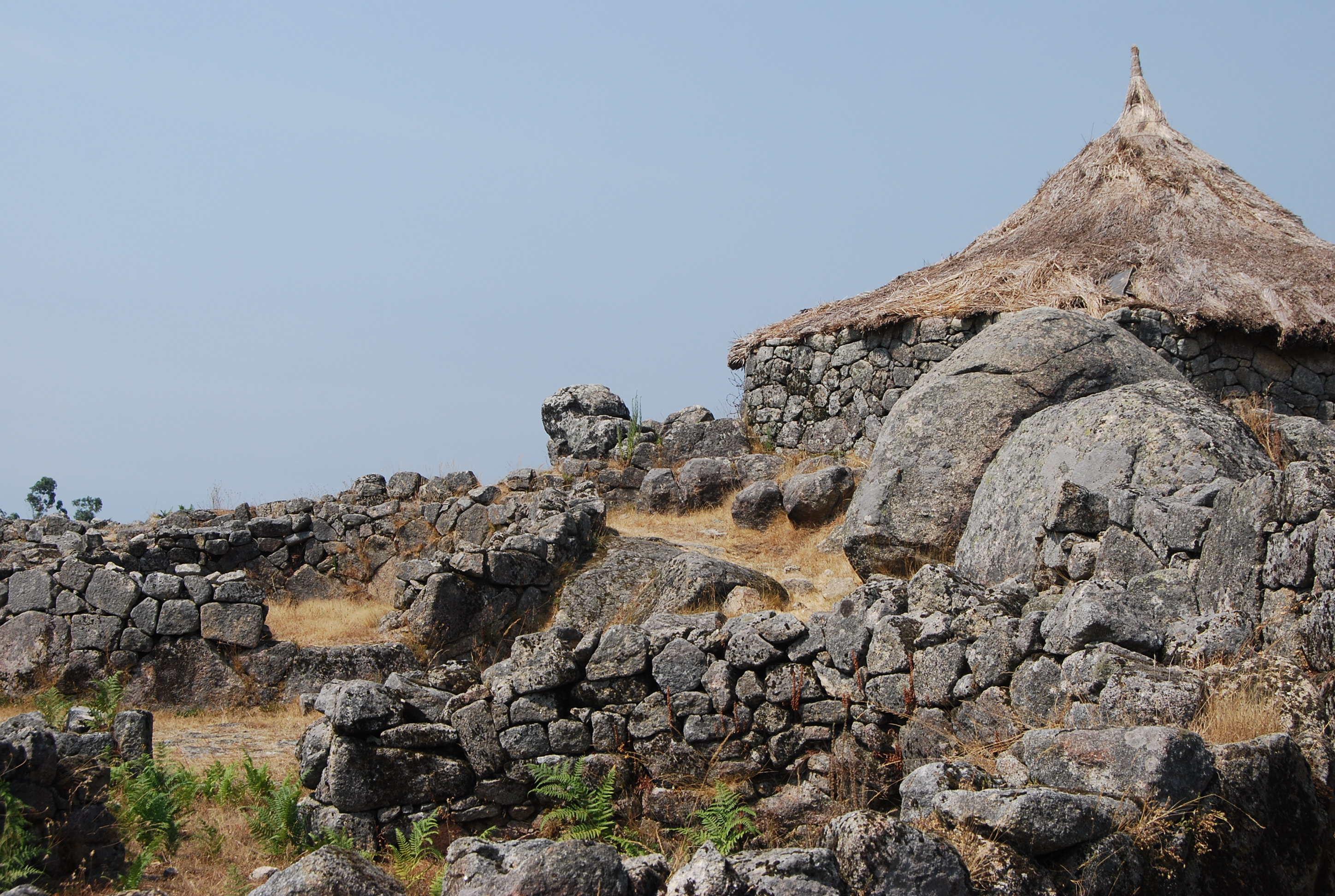
Ricostruzioni a Sanfins

Sanfins appartiene fino dal 1944 ai molteplici luoghi del Paese più volte archeologicamente visitati e restaurati, che è dichiarato Monumento nazionale e che è stato trasformato in un parco archeologico. Questo insediamento dell'età del ferro si trova nella terra dei Callaeci Bracari. Esso era forse il capoluogo del celtico Nemetati (da nemeton, luogo sacro) che è da collegarsi con le scritte epigrafiche del dio della guerra Cosus Nemedecus.

## Insediamento

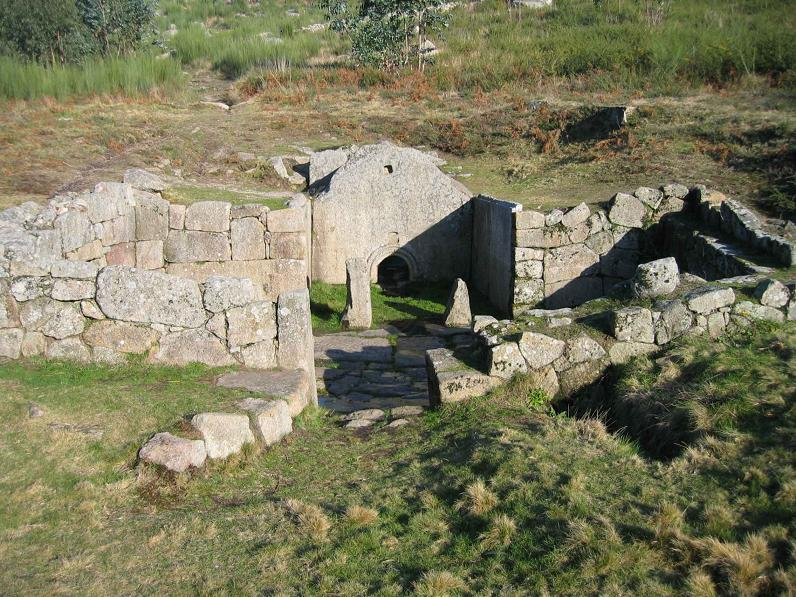
Pedra Formosa di Sanfins

Gli edifici in superficie attorno al punto più alto della collina mostrano chiaramente l'influenza dell'occupante romano. Accanto si possono ricostruire dalle fondamenta edifici rotondi con tetti a punta, che rispecchiano la tradizione locale. Accanto a queste antiche mura in superficie si può trovare nei dintorni di sudovest una Pedra Formosa.

## Reperti
Tra i reperti preromani si trovano spille e un pezzo di una collana d'oro. Eccellenti pezzi sono però quattro frammenti di almeno due statue celtico-lusitane di guerrieri. Reperti fibbie di cerniere e monete risalgono al periodo romano.
Nella Casa da Igreja di Sanfins è stato creato il Museo della Citânia.